# Guibemantis
Guibemantis es un género de anfibios anuros de la familia Mantellidae. Las especies de este género son endémicas del sudeste de Madagascar. Anteriormente se incluían dentro de Mantidactylus.

## Especies
Se reconocen las 21 siguientes según ASW:
- Guibemantis albolineatus (Blommers-Schlösser & Blanc, 1991).
- Guibemantis ambakoana Gabriel, Rothe, Köhler, Rakotomanga, Edmonds, Galán, Glaw, Lehtinen, Rakotoarison & Vences, 2024.[3]
- Guibemantis annulatus Lehtinen, Glaw & Vences, 2011.[4]
- Guibemantis bicalcaratus (Boettger, 1913).
- Guibemantis depressiceps (Boulenger, 1882).
- Guibemantis flavobrunneus (Blommers-Schlösser, 1979).
- Guibemantis kathrinae (Glaw, Vences & Gossmann, 2000).
- Guibemantis liber (Peracca, 1893).
- Guibemantis methueni (Angel, 1929).[5]
- Guibemantis pulcher (Boulenger, 1882).
- Guibemantis pulcherrimus Vences, Hutter, Glaw, Rakotoarison, Raselimanana & Scherz, 2023.[6]
- Guibemantis punctatus (Blommers-Schlösser, 1979).
- Guibemantis razandry Koppetsch, Pabijan, Hutter, Köhler, Gehring, Rakotoarison, Ratsoavina, Scherz, Vieites, Glaw & Vences, 2023.[7]
- Guibemantis razoky Koppetsch, Pabijan, Hutter, Köhler, Gehring, Rakotoarison, Ratsoavina, Scherz, Vieites, Glaw & Vences, 2023.[7]
- Guibemantis rianasoa Gabriel, Rothe, Köhler, Rakotomanga, Edmonds, Galán, Glaw, Lehtinen, Rakotoarison & Vences, 2024.[3]
- Guibemantis tasifotsyLehtinen, Glaw, Andreone, Pabijan & Vences, 2012.[8]
- Guibemantis timidus (Vences & Glaw, 2005).
- Guibemantis tornieri (Ahl, 1928).
- Guibemantis sioka Hutter, Andriampenomanana, Basham, Glaw, Masotti, Lambert & Vences, 2025[9]
- Guibemantis vakoa Gabriel, Rothe, Köhler, Rakotomanga, Edmonds, Galán, Glaw, Lehtinen, Rakotoarison & Vences, 2024.[3]
- Guibemantis wattersoni Lehtinen, Glaw & Vences, 2011.[4]